# Piezas para Clavecín

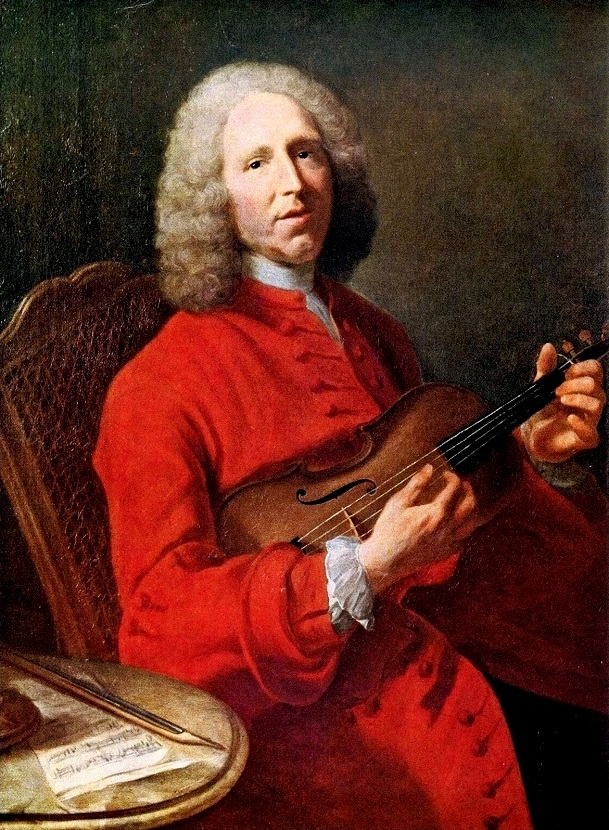
Jean-Philippe Rameau, por Joseph Aved, 1728

El compositor barroco francés Jean-Philippe Rameau escribió tres libros de Pièces de clavecin para el clavecín. El primero, Premier Livre de Pièces de Clavecin, fue publicado en 1706; el segundo, Pièces de Clavessin, en 1724; y el tercero, Nouvelles Suites de Pièces de Clavecin, en 1726 o 1727. Les siguieron en 1741 Piezas para clavecín en concierto, en el que el clavecín puede ir acompañado de un violín (o flauta) y una viola da gamba o tocarse solo. Una pieza aislada, "La Dauphine", publicada en 1747 completa la colección.

## Premier Livre de Pièces de Clavecin (1706)

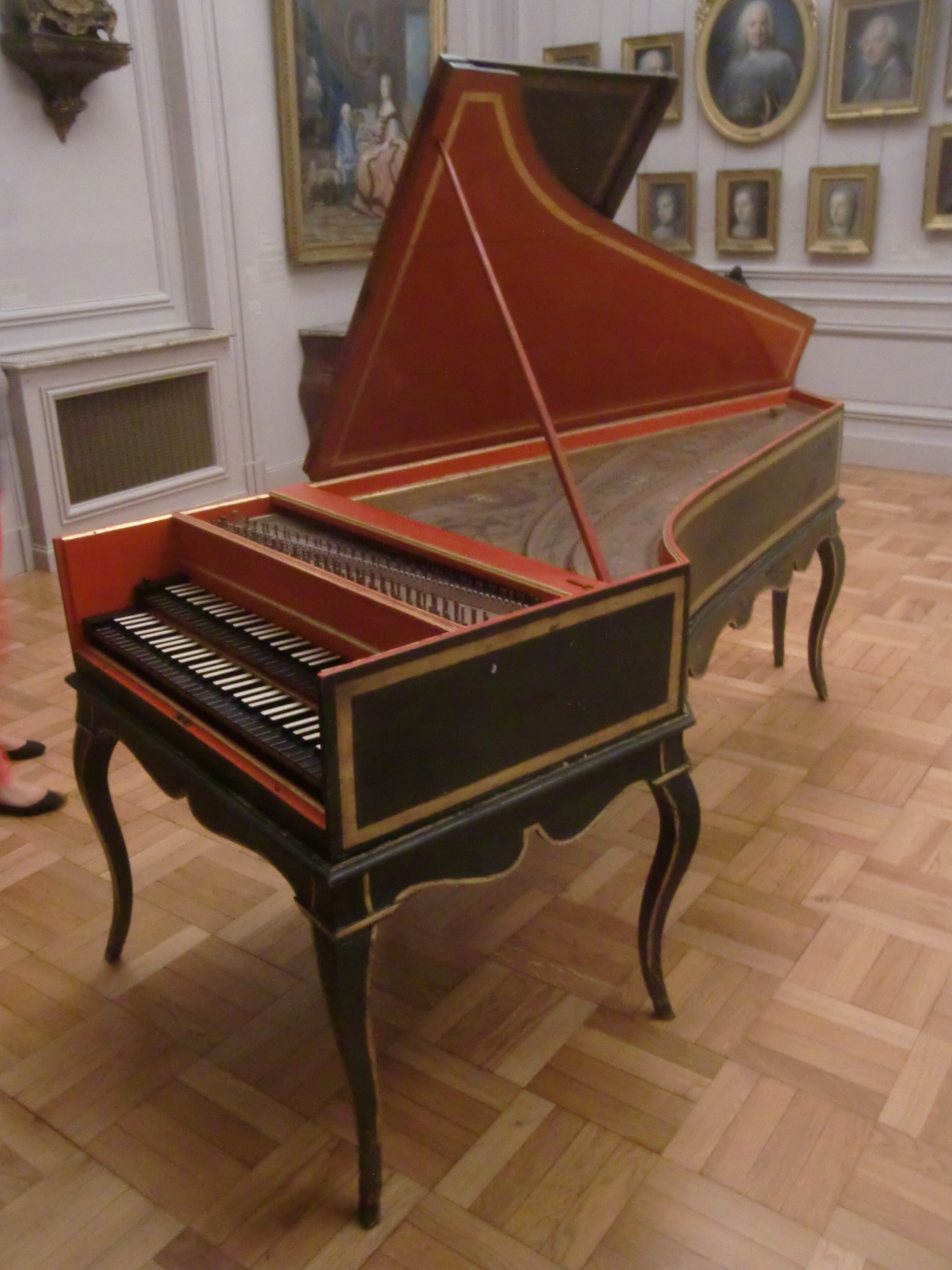
Clavecín Stehlin 1750

El Primer Libro de Piezas para Clavicémbalo de Jean-Philippe Rameau apareció en 1706 durante la primera estancia de Rameau en París. El músico tenía entonces veintitrés años. También es la primera de sus obras que tenemos. La obra es una de las numerosas colecciones de piezas para clavecín aparecidas en París durante la década 1700-1710, porque a su vez, Louis Marchand (1699, 1702), Charles Dieupart (1701), Louis-Nicolas Clérambault (1704), Gaspard Le Roux y Jean-François Dandrieu (1705), Élisabeth Jacquet de la Guerre (1707) y Nicolas Siret (1709) ) publican sus colecciones. 
Este conjunto de nueve piezas en La menor/mayor sigue con bastante libertad la estructura de la suite de danzas clásica, con algunas particularidades: el preludio inicial es una pieza híbrida en dos partes; la primera es sin tempo, en la tradición de los laudistas, de Louis Couperin o de su modelo Louis Marchand. Rameau nunca volverá a esta forma entonces en desuso; le sigue una segunda parte en compás de 12/8; hay dos allemandes, y sólo una courrante (es más bien lo contrario del uso común); las otras danzas habituales siguen en un orden poco convencional (Gigue, Sarabande, Gavotte, Menuet) intercalados con una "Vénitienne" cuya melodía tal vez evoque recuerdos de Italia, pero en forma de rondeau francés. Ninguna otra pieza lleva nombre, contrariamente a la costumbre que tiende a afianzarse y que, más tarde, será especialmente difundida por François Couperin.
Este primer libro parece olvidado desde tiempos de Rameau: conocido por Maret y Decroix, parece desconocido por Chabanon y el editor Farrenc, en el siglo XIX, cuestionó formalmente su existencia, antes de su redescubrimiento en 1895, cuando se inició la publicación de las Obras completas bajo la dirección de Saint-Saëns en Durand.

### Suite en La menor, RCT 1
1. Prélude
2. Allemande I
3. Allemande II
4. Courante
5. Gigue
6. Sarabandes I – Sarabande II
7. Vénitienne
8. Gavotte
9. Menuet

C. 22 minutos

## Pièces deClavessin[sic](1724)
La colección se publicó en 1724, cuando Rameau ya estaba establecido permanentemente en París y se había hecho famoso por su Tratado sobre la armonía reducida a sus principios naturales, publicado en 1722.
La colección se puede dividir en dos partes. De hecho, sólo la primera parte respeta más o menos la estructura tradicional con la aparición de “piezas de carácter” tras las danzas tradicionales (allemande, courrante, gigue, pero sin zarabanda); la segunda, siguiendo el ejemplo de François Couperin, sólo incluye piezas de este tipo. Un número bastante grande de piezas de este libro adoptan la forma circular.
Varias piezas serían transcritas posteriormente como parte de obras líricas: L'Entretien des Muses, la musette en rondeau y el famosísimo “Tambourin” (en las Fêtes d'Hébé), las Niais de Sologne (en Dardanus), las Tendres Complaints (en Zoroastre).

### Suite en Mi menor, RCT 2
1. Allemande
2. Courante
3. Gigue en Rondeau I
4. Gigue en Rondeau II
5. Le Rappel des Oiseaux
6. Rigaudon I – Rigaudon II et Double
7. Musette en rondeau. Tendrement
8. Tambourin
9. La Villageoise. Rondeau

C. 22 minutos

### Suite en Re mayor, RCT 3
1. Les Tendres Plaintes. Rondeau
2. Les Niais de Sologne – Premier Double des Niais – Deuxième Double des Niais
3. Les Soupirs. Tendrement
4. La Joyeuse. Rondeau
5. La Follette. Rondeau
6. L'Entretien des Muses
7. Les Tourbillons. Rondeau
8. Les Cyclopes. Rondeau
9. Le Lardon. Menuet
10. La Boiteuse

C. 30 minutos

### Menuet en Rondeau en Do mayor, RCT 4
C. 1 minuto

## Nouvelles Suites de Pièces de Clavecin (1726–1727)
El Troisième livre de pièces de clavecin, cuyo título exacto es Nouvelles Suites de Pièces de Clavecin es la última colección para clavecín solo de Jean-Philippe Rameau. Posteriormente, Rameau ya no compondrá para clavecín solo, salvo una pieza aislada para una ocasión concreta: La Dauphine en 1747.
Al igual que la colección de 1724, ésta incluye dos suites de las cuales sólo la primera contiene las danzas tradicionales, allemande, courrante y sarabande, pero sin jiga. Luego encontramos una mayoría de piezas de personajes diferentes.
Posteriormente, varias piezas serían transcritas como parte de obras líricas: Les Sauvages (en Les Indes galantes), Menuet I (en Castor et Pollux), la Sarabande (en Zoroastre).

### Historia de las publicaciones
La fecha exacta de publicación, a cargo del propio Rameau, de las Nouvelles Suites de Pièces de Clavecin sigue siendo motivo de cierta controversia. En su edición de 1958 de las obras, el editor Erwin Jacobi indicó 1728 como fecha de publicación original. Kenneth Gilbert, en su edición de 1979, hizo lo mismo. Otros argumentaron más tarde que estas obras no aparecieron hasta 1729 o 1730.  Pero una revisión reciente de la fecha de publicación, basada en el domicilio que Rameau indicó en el frontispicio (Rue des deux boules aux Trois Rois), sugiere una fecha anterior, ya que la residencia de Rameau había cambiado en 1728. Como resultado de esta prueba, la aproximación más cercana a la fecha de publicación original se sitúa entre febrero de 1726 y el verano de 1727. Esta datación recibe mayor autenticación de los comentarios de Friedrich Wilhelm Marpurg, quien indicó que su fecha de publicación era 1726. Hay casi 40 copias existentes de esta primera edición original.
Siguieron otras dos ediciones posteriores, ambas de alrededor de 1760. La primera (impresa un poco antes de 1760) fue simplemente una reimpresión de la edición original, aunque varias planchas eran regrabadas, lo que sugiere que las planchas originales habían sufrido suficientes impresiones como para desgastarlas hasta un estado de ilegibilidad. Una segunda edición apareció en Londres con el título Una colección de lecciones para clave por el impresor John Walsh, que se basó en la edición parisina anterior.

### Suite en La menor, RCT 5
1. Allemande
2. Courante
3. Sarabande
4. Les Trois Mains
5. Fanfarinette
6. La Triomphante
7. Gavotte et six doubles

### Suite en Sol mayor/Sol menor, RCT 6

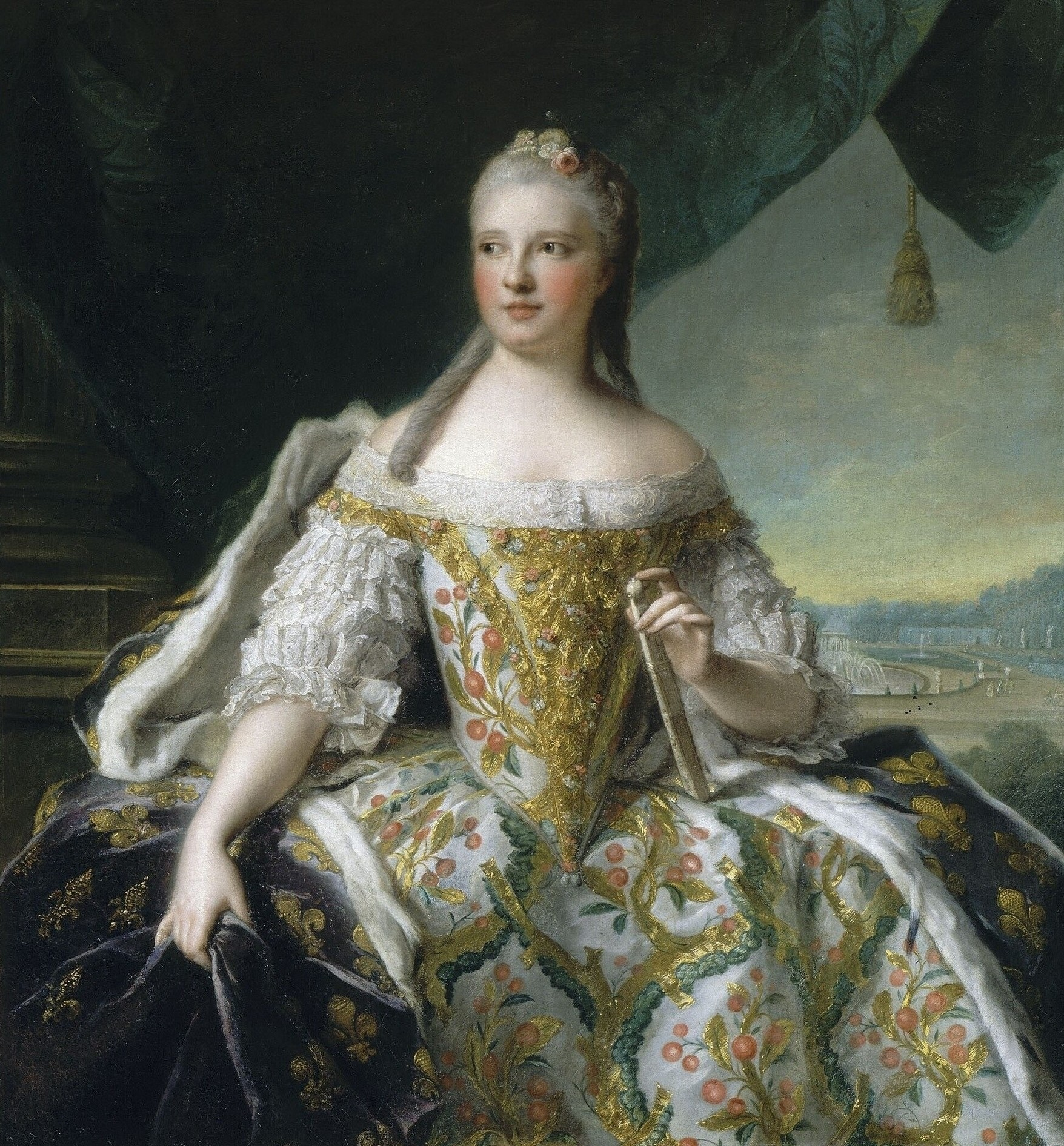
Marie Josèphe de Sajonia como Dauphine de France por Jean-Marc Nattier (1751)

1. Les Tricotets. Rondeau
2. L'indifférente
3. Menuet I – Menuet II
4. La Poule
5. Les Triolets
6. Les Sauvages
7. L'Enharmonique. Gracieusement.
8. L'Égyptienne

## La Dauphine
La Dauphine es el título de la última pieza para clavecín compuesta con certeza por Jean-Philippe Rameau (una pieza titulada Les petits hammereaux de M. Rameau, sin fecha, se atribuye a Rameau en una colección editada por Claude Balbastre).

### Descripción
La Dauphine es una pieza aislada que no forma parte de ninguna colección. Se tocó en 1747, con motivo del matrimonio del delfín de Francia, hijo de Luis XV, con María José de Sajonia (que se convirtió así en “delfina”).
Es la única pieza de Rameau conservada en forma autógrafa, que permaneció inédita durante mucho tiempo. Esta partitura formó parte de la colección reunida por Jacques Joseph Marie Decroix, cuyos herederos la donaron a la Biblioteca Nacional de Francia.
Tiene un estilo improvisador y virtuoso (con rasgos de toccata), de “carácter noble y brillante”.